# Philippe de Champaigne
Philippe de Champaigne (26. května 1602, Brusel – 12. srpna 1674, Paříž) byl francouzský barokní malíř vlámského původu.

## Život
Narodil se v Brabantském vévodství (na území dnešní Belgie), v chudé rodině. Vyučil se krajinářem u Jacquese Fouquièrese. Roku 1621 odešel do Paříže. Zde se stal jeho učitelem malířský mistr Nicolas Duchesne. Pod Duchesnovým vedením pracoval spolu s Nicolasem Poussinem na výzdobě Lucemburského paláce. Jeho úspěch u dvora byl tak velký, že na něj Duchesne začal žárlit a Champaigne se raději vrátil do Bruselu. Jakmile Duchesne zemřel, vrátil se Champaigne do Paříže a vzal si za manželku Duchesnovu dceru Charlottu.
Pracoval poté pro celou řadu osobností dvora, působil ve službách Marie Medicejské, krále Ludvíka XIII. i kardinála Richelieu, pro kterého pracoval například na výzdobě Kardinálského paláce. Roku 1648 se stal jedním ze čtrnácti zakládajících členů Académie Royale de Peinture. V pozdějších letech se dostal pod vliv náboženského hnutí jansenistů.
Velká část jeho obrazů je dnes v galerii Louvre v Paříži. Vzácný portrét jeho ženy Charlotty je ovšem k vidění v Moravské galerii v Brně.

## Galerie

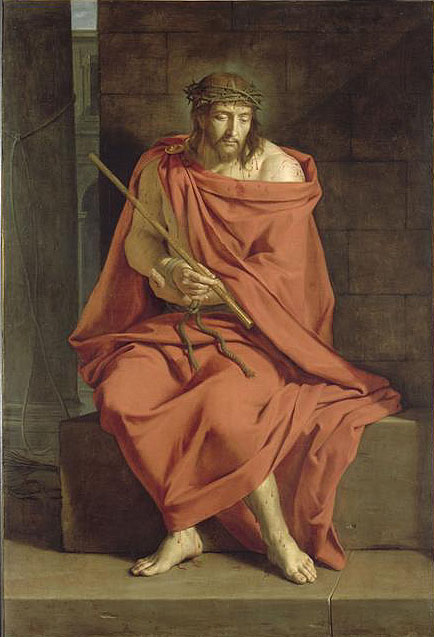
Ecce Homo
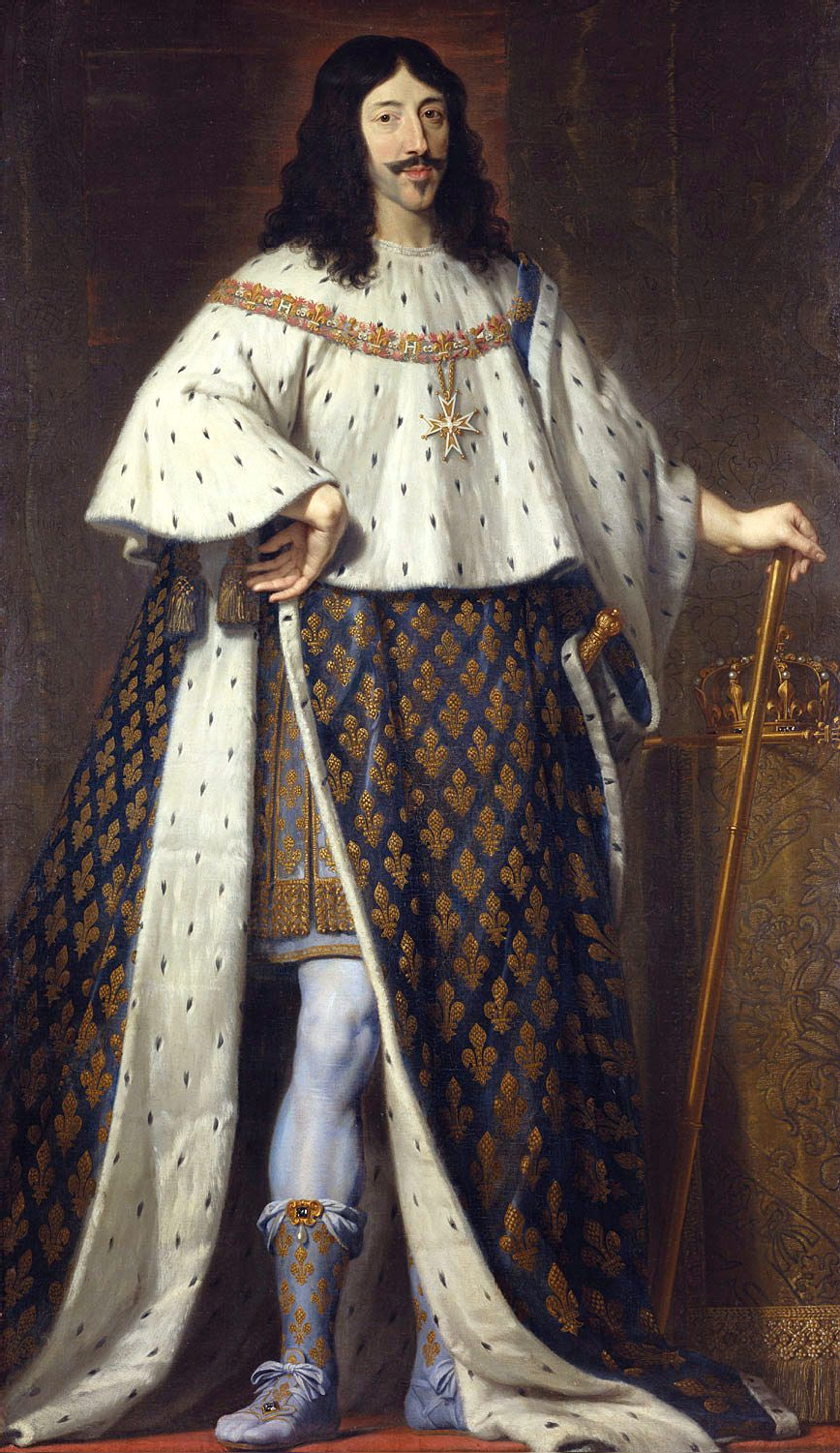
Portrét Ludvíka XIII.
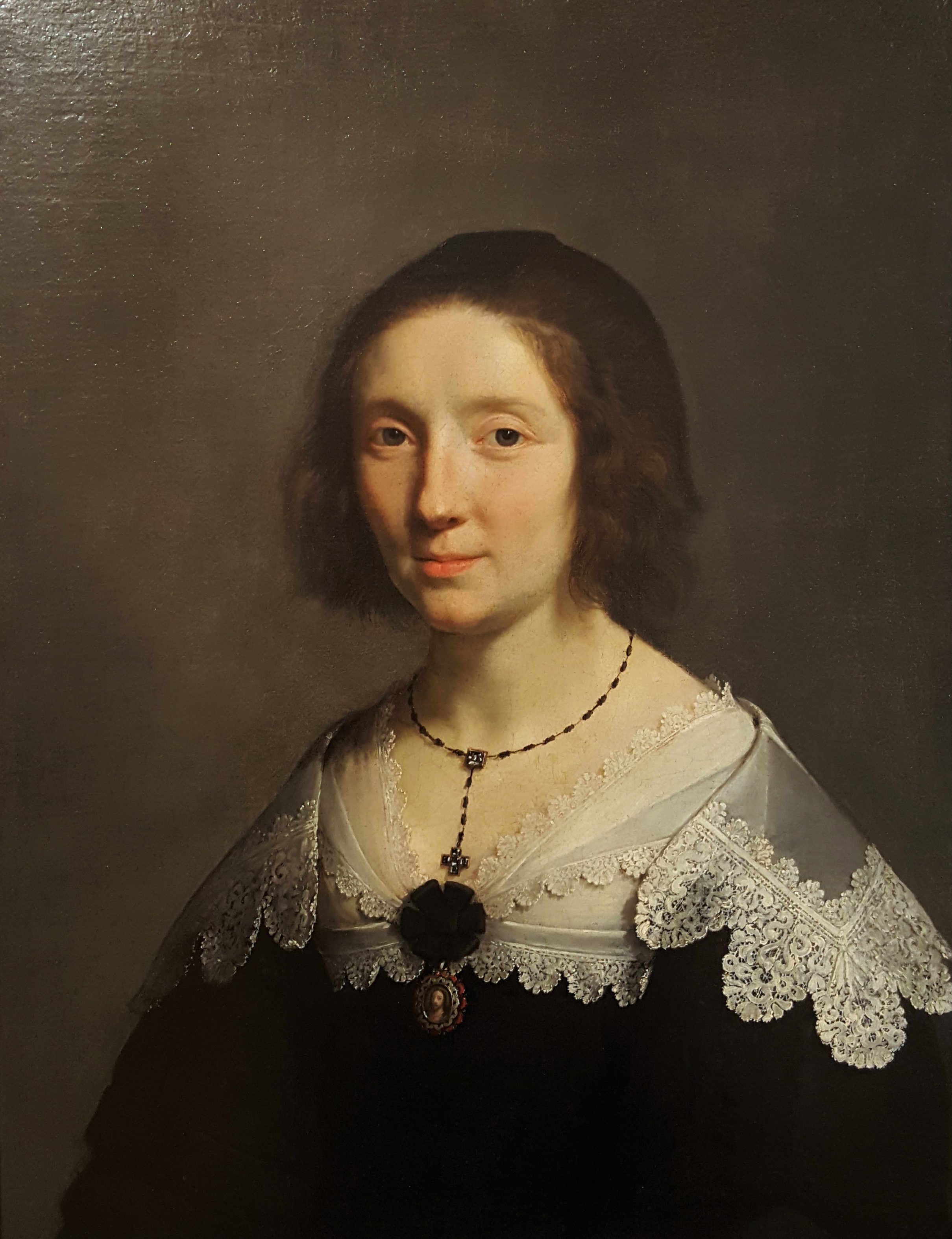
Portrét Charlotty Duchesne
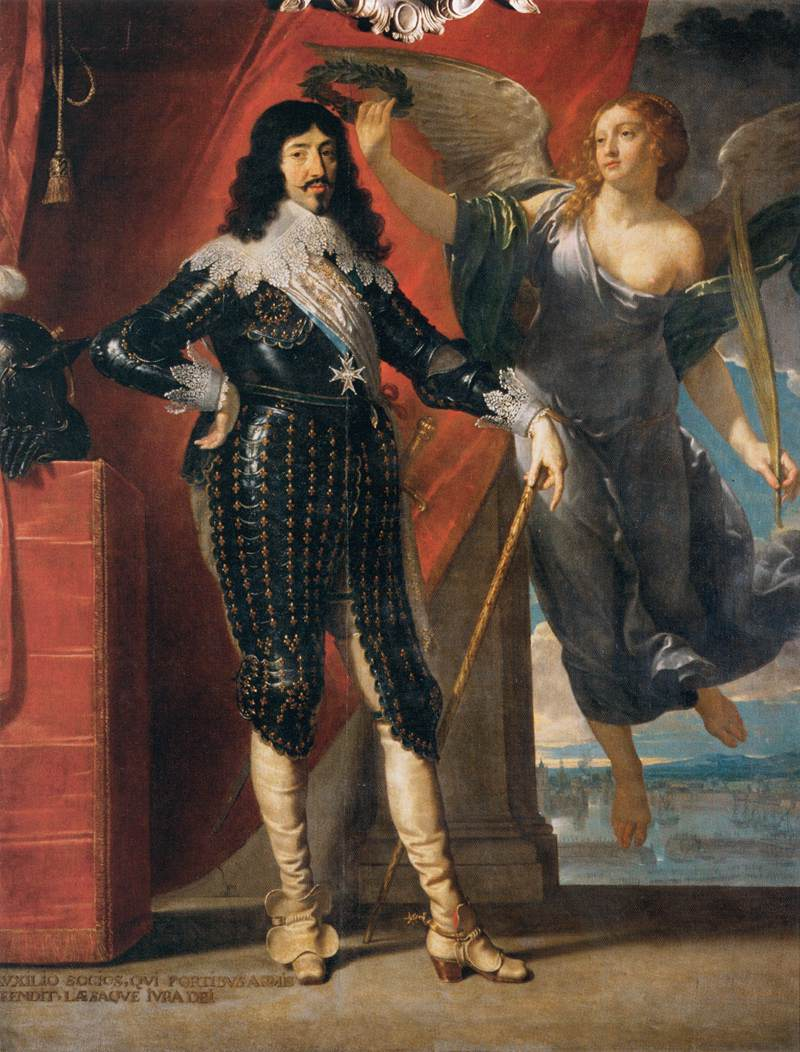
Ludvík XIII. Korunován Victorií
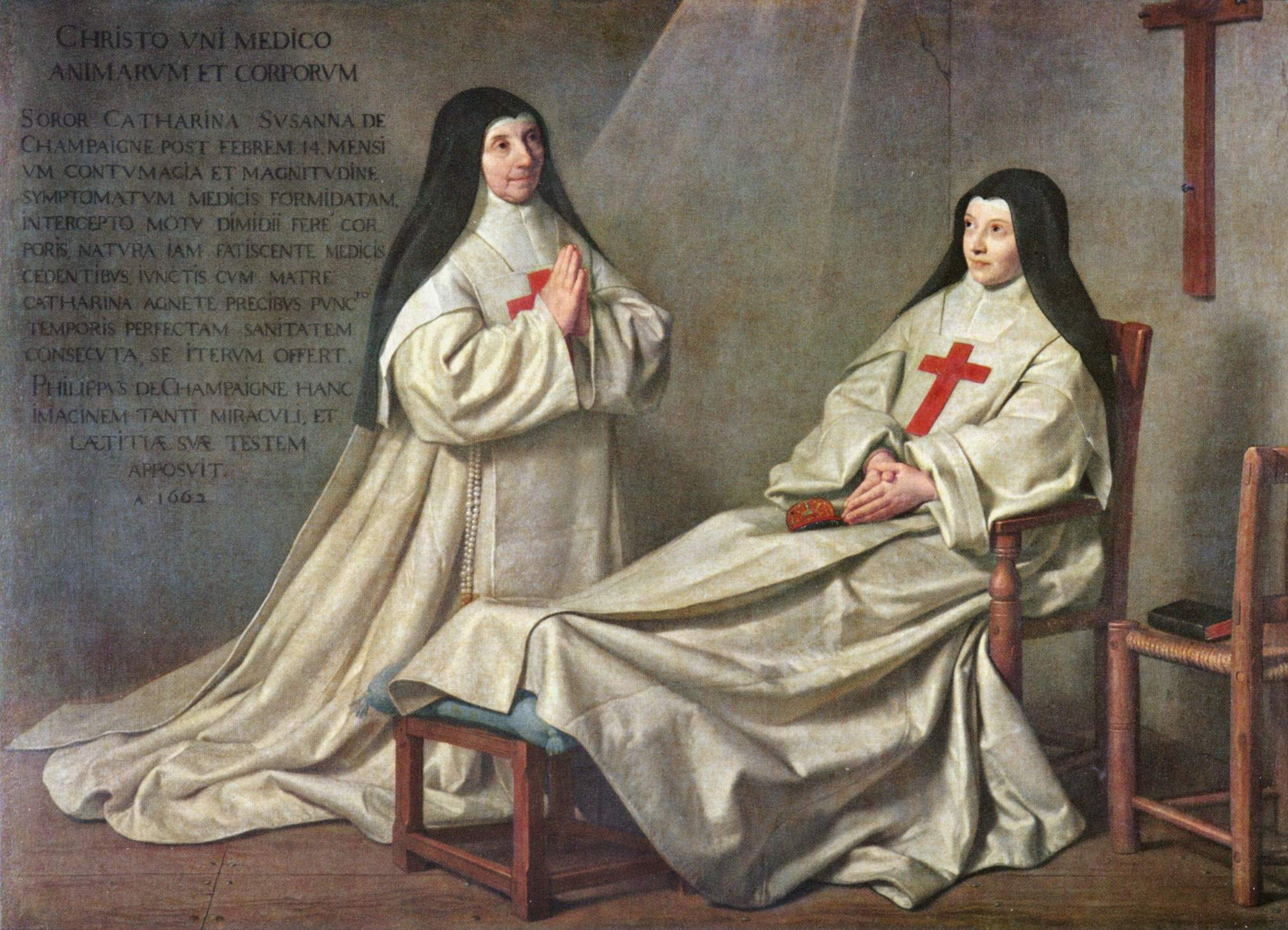
Ex-Voto de 1662
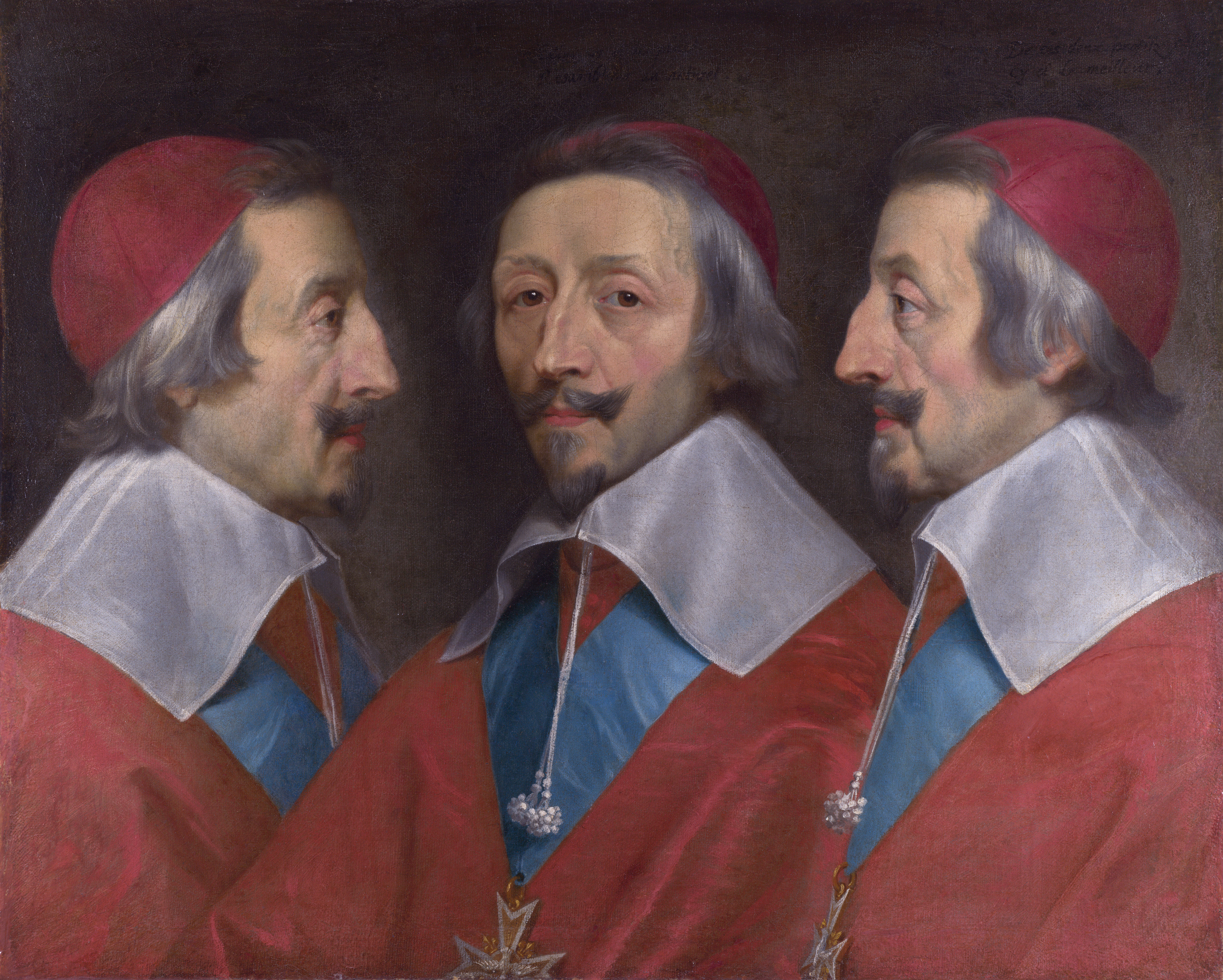
Portrét kardinála de Richelieu
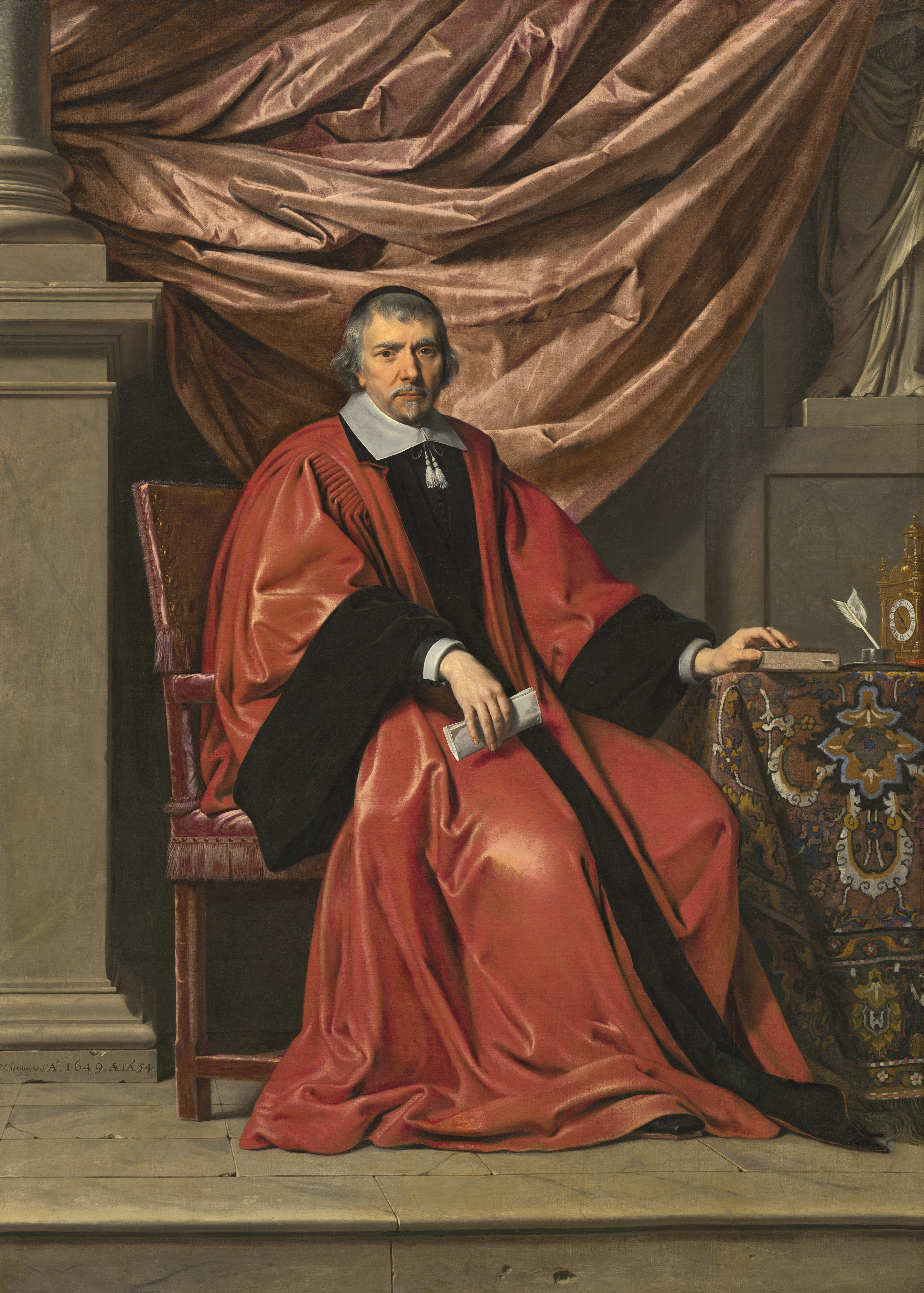
Portrét Omera Talona
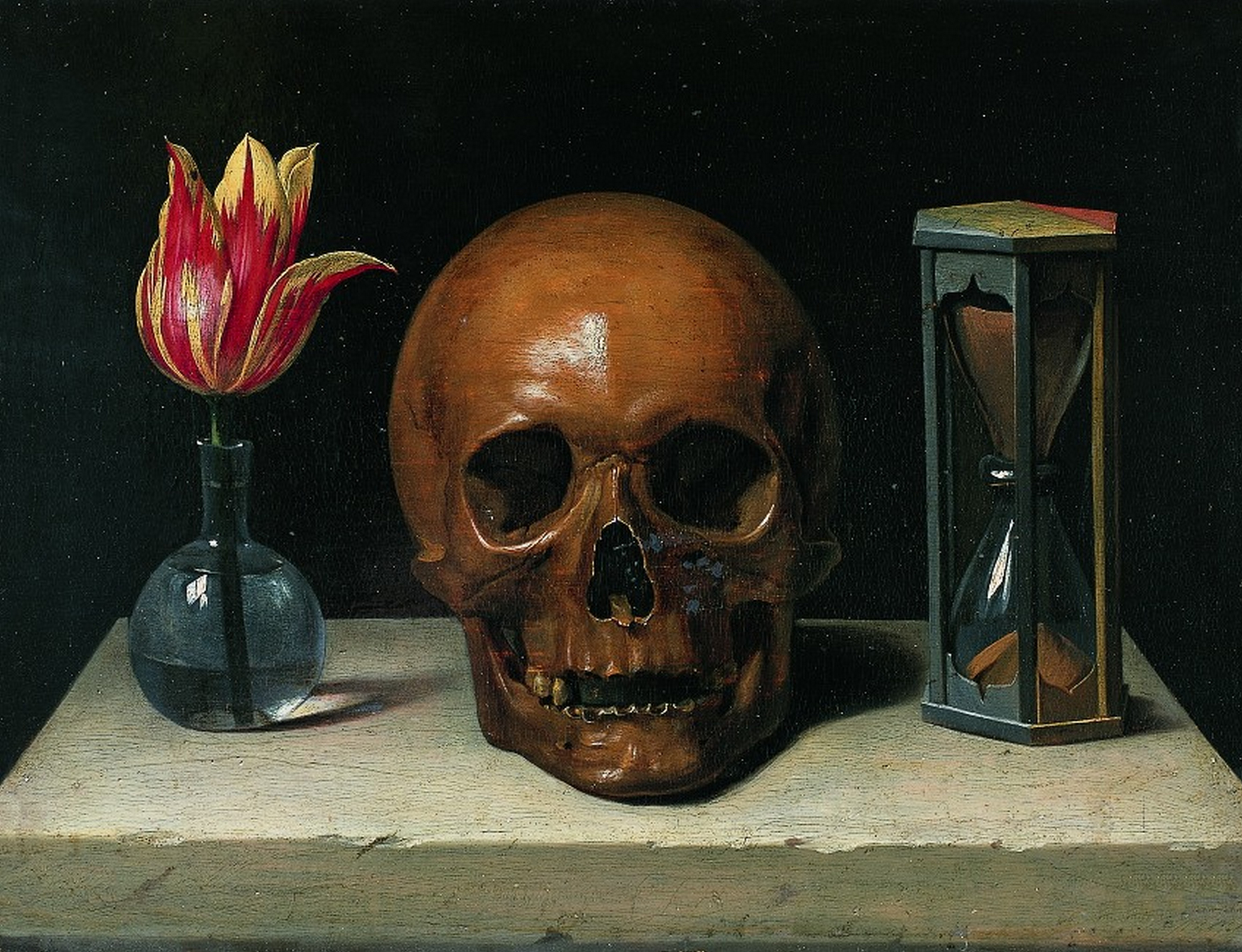
Vanitas (1644)
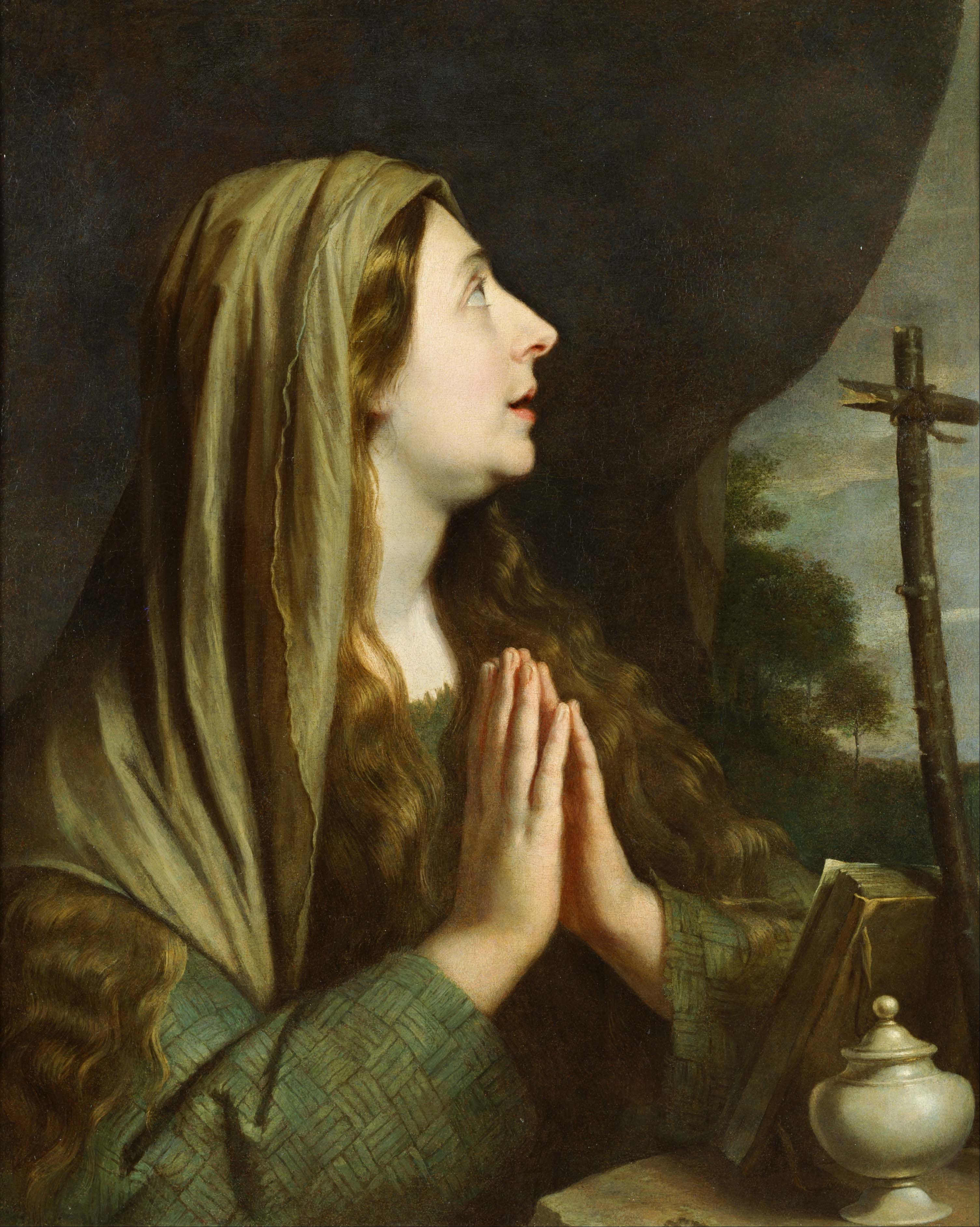
Marie Magdalena
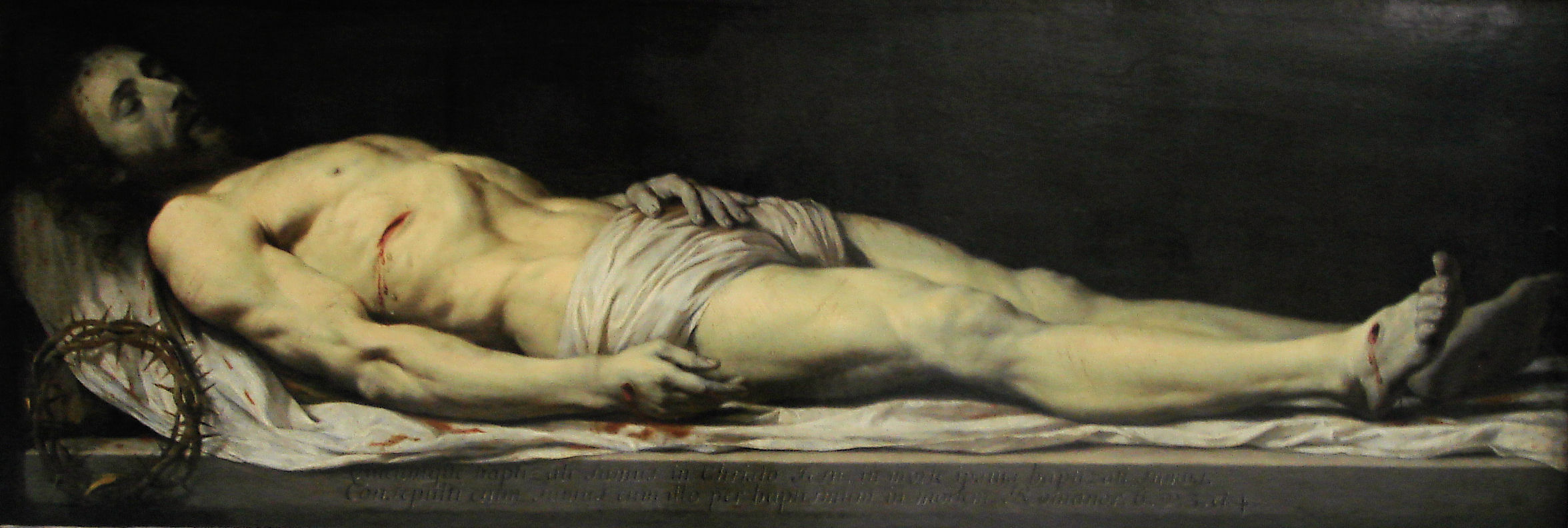
Smrt Ježíše Krista